# 出逢い (テレビドラマ)
『出逢い』（であい）は、1981年2月5日から同年10月29日までTBS系列で放送されていたTBS製作のテレビドラマである。全39話。放送時間は毎週木曜 20:00 - 20:55 （日本標準時）。

## 概要
離婚して12年になる主人公・一色章（あき）は、自立するために美容師の訓練に励み、そして東京・深川に美容室を開店する。その美容室を中心に展開するドラマ。
2年後の1983年には、姉妹編として『出逢い・めぐり逢い』が製作されている。

## 出演
- 一色章：池内淳子
- 岡部良重（章の妹）：小川知子
- 一色勇子（章の妹）：中田喜子
- 岡部司郎（良重の夫）：角野卓造
- 一色長子（章の義母）：乙羽信子
- 久礼佐智子（章美容室の従業員）：結城美栄子
- 高子（章美容室の従業員）：東てる美
- 井口寛子（見習い美容師）：杉田かおる
- 藤枝卓（章美容室の従業員）：川﨑麻世
- 門英之：芦田伸介
- 良太：新克利
- 力：佐良直美
- 周太（章の息子）：坂上忍
- 大輔（章美容室の従業員）：岡村菁太郎
- 室崎功治（勇子の彼氏）：石田純一
- 慎太郎（章美容室の従業員）：岡本信人
- 慎一（慎太郎の息子）：池田直人
- 藤枝郁（藤枝卓の姉）：松原智恵子
- 倉石功
- 上村香子
- 赤塚真人
- 俊夫：松原秀樹
- 善三：菊地英樹
- 三崎千恵子
- 朋吉：大坂志郎
- 長部洋三：山村聡

## スタッフ
- 作：服部佳、石井君子
- 演出：川俣公明
- プロデューサー：石井ふく子
- 主題歌：川﨑麻世「出逢い」
  - 作詞：山上路夫／作曲・編曲：馬飼野康二

## サブタイトル
1. どうぞよろしく（1981年2月5日）
2. 母の贈物（2月12日）
3. 知らない同志（2月19日）
4. 姉妹（2月26日）
5. 今日はいっしょ（3月5日）
6. 再会（3月12日）
7. 母親（3月19日）
8. 十年目のこころ（3月26日）
9. 思いちがい（4月2日）
10. 片隅のひと（4月9日）
11. そばにいるから（4月16日）
12. 春のひとびと（4月23日）
13. 五月の子（4月30日）
14. かあさんの日（5月7日）
15. 友情（5月14日）
16. 結婚届（5月21日）
17. 予感（5月28日）
18. 小さないのち（6月4日）
19. ふれあって（6月11日）
20. 愛のゆくさき（6月18日）
21. ある決心（6月25日）
22. あしたの希い（7月2日）
23. 見合いの日（7月9日）
24. 愛の一日（7月16日）
25. 息子よ（7月23日）
26. 親と子と（7月30日）
27. 夏のしあわせ（8月6日）
28. 祭りの日（8月13日）
29. 夏のふれあい（8月20日）
30. 愛のプレゼント（8月27日）
31. そこにあなたが（9月3日）
32. ひとりと二人（9月10日）
33. 新しい出発（9月17日）
34. 置手紙（9月24日）
35. みつめて（10月1日）
36. おたがい（10月8日）
37. お父さん（10月15日）
38. ひとこと言って（10月22日）
39. ふるさと（10月29日）